# Jerry Lacy

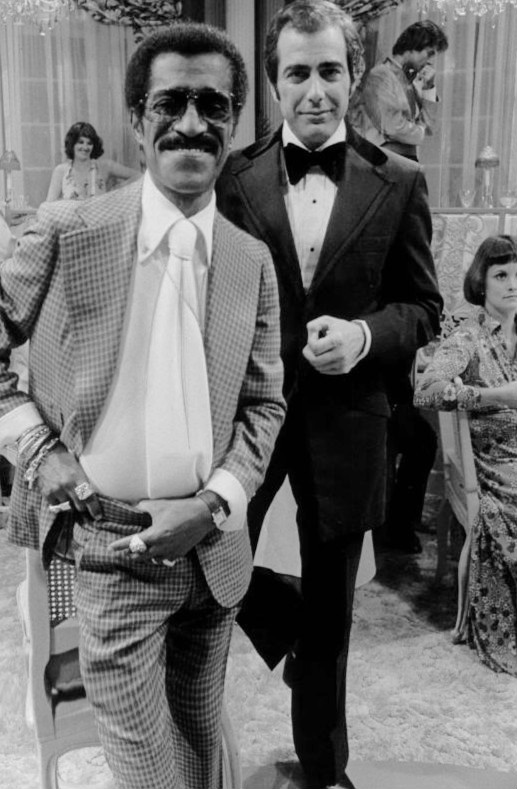
Jerry Lacy (rechts) mit Sammy Davis, Jr., am Set von Love of Live (1975)

Jerry Lacy, bürgerlich Gerald LeRoy Lacy, (* 27. März 1936 in Sioux City, Iowa) ist ein US-amerikanischer Schauspieler.

## Leben
1954 spielte er erstmal eine Rolle in der TV-Serie The Secret Storm.
1989 und 1990 schrieb er für die Serie Eine Wahnsinnsfamilie eine Episode und für die Serie Newhart zwei Episoden.
Sowohl im Theaterstück als auch im Film Mach’s noch einmal, Sam, in dem Woody Allen jeweils das Drehbuch schrieb und die Hauptrolle spielte, verkörperte er Humphrey Bogart.
Am 21. Juni 1984 heiratete er die Schauspielerin Julia Duffy. Das Paar hatte sich am Set der CBS-Seifenoper Love of Life kennengelernt.
1986 bekamen er und seine Frau eine Tochter und 1989 einen Sohn.

## Filmographie (Auswahl)
- 1954: The Secret Strom
- 1970: Das Schloß der Vampire
- 1969–1971: Dark Shadows
- 1971: Jung und Leidenschaftlich – Wie das Leben so spielt
- 1972: Mach’s noch einmal, Sam
- 1973: Schatten der Leidenschaft
- 1974: Ein Sheriff in New York
- 1975: Horror Cocktail
- 1976: The Money
- 1973, 1976: Love of Life
- 1979: Mrs. Columbo
- 1982: Romance Theatre
- 1984: Unter der Sonne Kaliforniens
- 1985: Chiller – Kalt wie Eis
- 1988: Newhart
- 1991: Mann muss nicht sein
- 2006: Drake & Josh
- 2011: Supershark
- 2018: Tales of Frankenstein
- 2020: The Thousand and One Lives of Doctor Mabuse